# Intill mjölkhagen

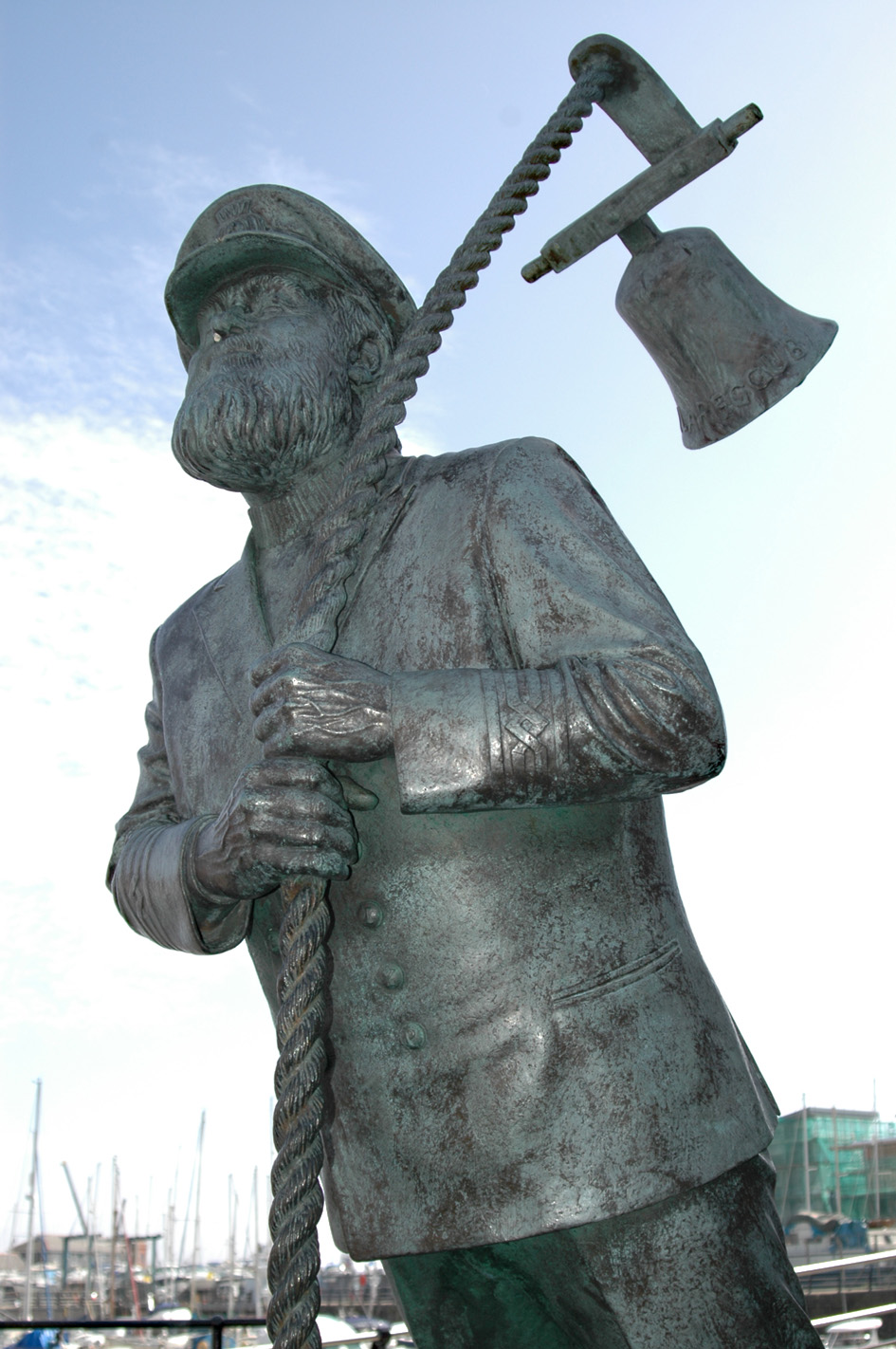
Staty i Swansea föreställande karaktären Captain Cat.

Intill mjölkhagen (i original Under Milk Wood) är ett hörspel av den walesiske poeten Dylan Thomas från 1954.
Det är ett av Dylan Thomas mest kända verk. Stycket är ett "spel för röster" där han ger röst åt ett antal invånare i den fiktiva fiskebyn Llareggub (det engelska uttrycket "Bugger all" skrivet baklänges).
Verket utkom 1958 på svenska som Intill mjölkhagen: ett spel för röster i översättning av Thomas Warburton.